# 잔루카 산소네
잔루카 산소네(이탈리아어: Gianluca Sansone, 1987년 5월 12일, 이탈리아 테라모 ~ )는 이탈리아의 축구선수로 네프치 바쿠에서 뛰고 있다.